# Музичанська загальноосвітня школа І-ІІІ ступенів
Музичанська загальноосвітня школа І-ІІІ ступенів — освітній заклад у с. Музичі, Київської обл. Києво-Святошинського р-ну

## Історія
У 1886 році в центрі села Музичі з’явилася школа. Архівні документи свідчать, що уповноважені від громади селяни І.Терещенко та Ю. Колумбет звернулися до канцелярії Київського генерал-губернаторства з проханням збудувати освітній заклад у селі Музичі. У збудованій школі було всього два класи, а згодом у 1928 році відкривають 3 і 4-й класи в будинку, де жив священник. Завідувала початковою школою З. Є.Федченко.
Після війни церкву розібрали і з цього матеріалу збудували семирічну школу на чотири класні кімнати. Діти навчалися у дві зміни. Очолював заклад Г. П. Клінковський. Викладали у школі Н. П. Кантоністова,Ф. Ф. Коваленко, О. С. Зозуля, І. С. Храмовський.
У 1953 році директором школи призначено Т.К.Німченко.1963 році при школі відкрито кролеферму. По 100 і більше кролів вирощували учні щороку.
У 1965 році школу очолив О.С.Солодкий; у 1967 році – Б.Р.Єгорченко.
Нову школу (на 320Місць) збудовано в 1973 році як неповну середню.
У 1995 році на базі радгоспного дитячого садка було відкрито школу-комплекс «Дитячий садок – початкова школа», з 1998 року – навчально-виховне об’єднання «Загальноосвітня школа І-ІІІ ступенів – дитячий садок»
У 1998 році було створено навчально-виховне об’єднання «Загальноосвітня школа І-ІІІ ступенів – дитячий садок».
На підставі Розпорядження голови Києво-Святошинської районної державної адміністрації № 17 від 02 січня 2003 року Музичанське навчально-виховне об’єднання «Загальноосвітня школа І-ІІІ ступенів – дитячий садок» реорганізована в Музичанську загальноосвітню школу І-ІІІ ступенів.
Педагогічний колектив школи працює над проблемою «Впровадження інноваційних педагогічних технологій у навчально-виховний процес як шлях до удосконалення творчої особистості вчителя та учнів».
З 1996 року у Музичанській загальноосвітній школі І-ІІІ ступенів організоване учнівське самоврядування «Федерація Вільних Міст», на чолі якої стоїть вибраний учнівським колективом президент школи.
У 2007 році в школі створені профільні класи техніко-технологічного профілю, після закінчення яких випускниці отримують кваліфіковану підготовку до вступу в училища та вузи. На сучасному рівні облаштований кабінет обслуговуючої праці.
Після закінчення восьмирічки школи учні продовжували навчання у Шпитьківській та Гореницькій середніх школах. З 1975 році школа набуває статус середньої.

### Керівники школи
з 1963 по 1965 р. - Т. К. Німченко
з 1965 по 1967 р. – О. С. Солодкий
з 1967 по 1977 – Б. Р. Єгорченко
з 1977 по 1980 р.- Л. М. Пономаренко
з 1980 по 1981 р. – І. Д. Клочан
з 1981 пол 1987 р. – Т. Ф. Червонна
з 1987 по 1989р. – А. С. Проценко
з 1989 по 1990р. – В. І. Шакула
з 1990 по 2003 р. – Т. Ф. Червонна
з 2003 по 2008р. – Р. Д. Дивніч
з 2008 по 2009р. - С. П. Кулинич
нині очолює школу - Л.О.Куценко

## Освітній процес
Школа сьогодні – це сучасна матеріально-технічна база:
2-поверхова споруда, що займає загальну площу ____кв. м.;
__ навчальних кабінети, _ майстерня;
_ кабінет обслуговуючої праці;
їдальня на __ посадкових місць;
спортивна зала;
шкільна бібліотека, що налічує понад __ тисяч книг;
медичний кабінет;
комп'ютерний клас.

### Адміністрація школи
Директор Куценко Лілія Олексіївна
Заступник директора з навчально-виховної роботи – Малинка Світлана Павлівна
Заступник директора з виховної роботи – Цисаренко Олена Петрівна
Голова профкому – Павлишина Олена Михайлівна
Голова батьківського комітету – Шперкач Любов Петрівна